# 2-بوتين
2-بوتين هو مركب عضوي هيدروكربوني صيغته C4H8، والتي يمكن كتابتها على الشكل CH3CH=CHCH3، ويوجد في الشروط القياسية على شكل غاز عديم اللون قابل للاشتعال.
ينتمي 2-بوتين إلى الأولفينات، وهو أحد مصاوغات البوتين.

## الخواص
يعد مركب 2-بوتين أبسط مركب عضوي تظهر عليه خاصية التصاوغ الهندسي، حيث يمكن أن يوجد على الشكل المقرون (cis) أو الشكل المفروق (trans). كما هو أول مركب يطبق عليه التصاوغ E/Z.

## الاستحصال
يستحصل على 2-بوتين بشكل طبيعي من النفط، وذلك من القطفات الغازية الخفيفة في مصافي النفط، حيث يكون ممتزجاً مع المصاوغ 1-بوتين. كما يستحصل عليه من التكسير الحفزي للقطفات الأثقل.

## الاستخدامات
يدخل 2-بوتين في تركيب وقود السيارات وفي إنتاج مونومير البوتاديين النستخدم في صناعة المطاط؛ كما يستخدم في تحضير البوتانون عن طريق تفاعل إماهة إلى 2-بوتانول متبوعاً بعملية أكسدة.